# Geir Bjørklund
Geir Bjørklund (n. 20 aprilie 1969, Mo i Rana, Nordland, Norvegia) este un jurnalist medical și redactor din Norvegia, membru al „Asociației Mondiale a Redactorilor Medicali” (engleză : World Association of Medical Editors).

## Activitatea literară
Bjørklund este în primul rând cunoscut ca un adept al medicinei biologice și ca critic al folosirii amalgamului în stomatologie.
Este fondator și fost redactor al revistelor Tenner & Helse („Sănătatea dentară”), organ al Asociației „Sănătatea Dentară” (norvegiană : Forbundet Tenner og Helse), și al „Revistei Scandinave de Medicină Biologică” (norvegiană : Nordisk Tidsskrift for Biologisk Medisin) .  A acordat periodic consultanță Agenției Norvegiane de Sănătate Publică (norvegiană : Statens Helsetilsyn).

## Punct de vedere
Bjørklund critică medicina convențională și consideră că medicina ar trebui direcționată spre promovarea vindecării organismului ca un întreg.
Medicina conventionala se concentrează, în principal, pe tratarea bolilor care sunt cauzate de manipularea simptomelor si nu a cauzelor, in doua moduri: prin medicație farmaceutică si prin metode chirurgicale. In sine, aceste metode, sunt bune, dar ele actionezӑ asupra cauzelor bolilor.

## Cooperarea în România
Geir Bjørklund a colaborat cu cercetatori în biochimie medicală de la Universitatea de Medicină și Farmacie Iuliu Hațieganu din Cluj (UMF Cluj-Napoca), România. Acest lucru a dus la participarea la o conferință medicală la Valencia în mai 2009 și două prezentări poster la conferințe în România.
În octombrie 2009 Bjørklund a pregătit, organizat și desfășurat un program de două săptămâni de instruire universitară în Norvegia pentru doi cercetători (Conferențiar Dr. Maria Dronca Arhivat în 29 iunie 2015, la Wayback Machine. și Șef lucrări Dr. Tiberiu Nistor Arhivat în 29 iunie 2015, la Wayback Machine.) din cadrul UMF, Cluj-Napoca. Programul a fost realizat sub îndrumarea Institutului de Cercetare Pediatrica de la Spitalul Național (Rikshospitalet), Universitatea din Oslo.

## Distincții
În 2003 fundația Albert Lindsay von Julin din Helsinki i-a acordat lui Geir Bjørklund o bursă de 10000 de euro pentru activitățile de promovare a înțelegerii medicinei biologice. 